# Mitsubishi Ki-30
El Mitsubishi Ki-30 (九七式軽爆撃機 Kyunana-shiki keibakugekiki?) fue un bombardero ligero biplaza japonés de la Segunda Guerra Mundial. Era un monoplano en voladizo de un solo motor, ala media, de construcción de fuselaje estresado con un tren de aterrizaje fijo de rueda de cola y una cubierta de la cabina de vuelo larga y transparente. El Ki-30 fue el primer avión japonés propulsado por un moderno motor radial en doble estrella, además de bodega interna de bombas, flaps y una hélice de velocidad constante.
De acuerdo con el sistema aliado de nombres en código, en el que los bombarderos llevan nombre de mujer, el Ki-30 fue apodado «Ann».

## Desarrollo
El Ki-30 fue desarrollado en respuesta a una especificación del Ejército Imperial Japonés de mayo de 1936 para reemplazar el bombardero ligero Kawasaki Ki-3 con un avión diseñado y construido completamente de manera autóctona según su plan de modernización de 1935. Se pidió a Mitsubishi y Kawasaki que construyeran dos prototipos cada uno para diciembre de 1936.
La especificación requería una velocidad máxima de 400 km/h a 3000 m; Altitud de funcionamiento normal de 2000 m a 4000 m, la capacidad de ascensión a 3000 m en ocho minutos y un motor a elegir entre los motores radiales Mitsubishi Ha-6 de 634 kW (850 hp), motores en línea Nakajima Ha-5 de 615 kW (825 hp) o Kawasaki Ha-9-IIb de 634 kW (850 hp) refrigerados por líquido, una carga de bomba normal de 300 kg y un máximo de 450 kg, una ametralladora fija en una de las alas y una ametralladora dirigida manualmente desde la cabina trasera, la capacidad de realizar picados de 60° para Bombardero en picado y un peso cargado de menos de 3300 kg.

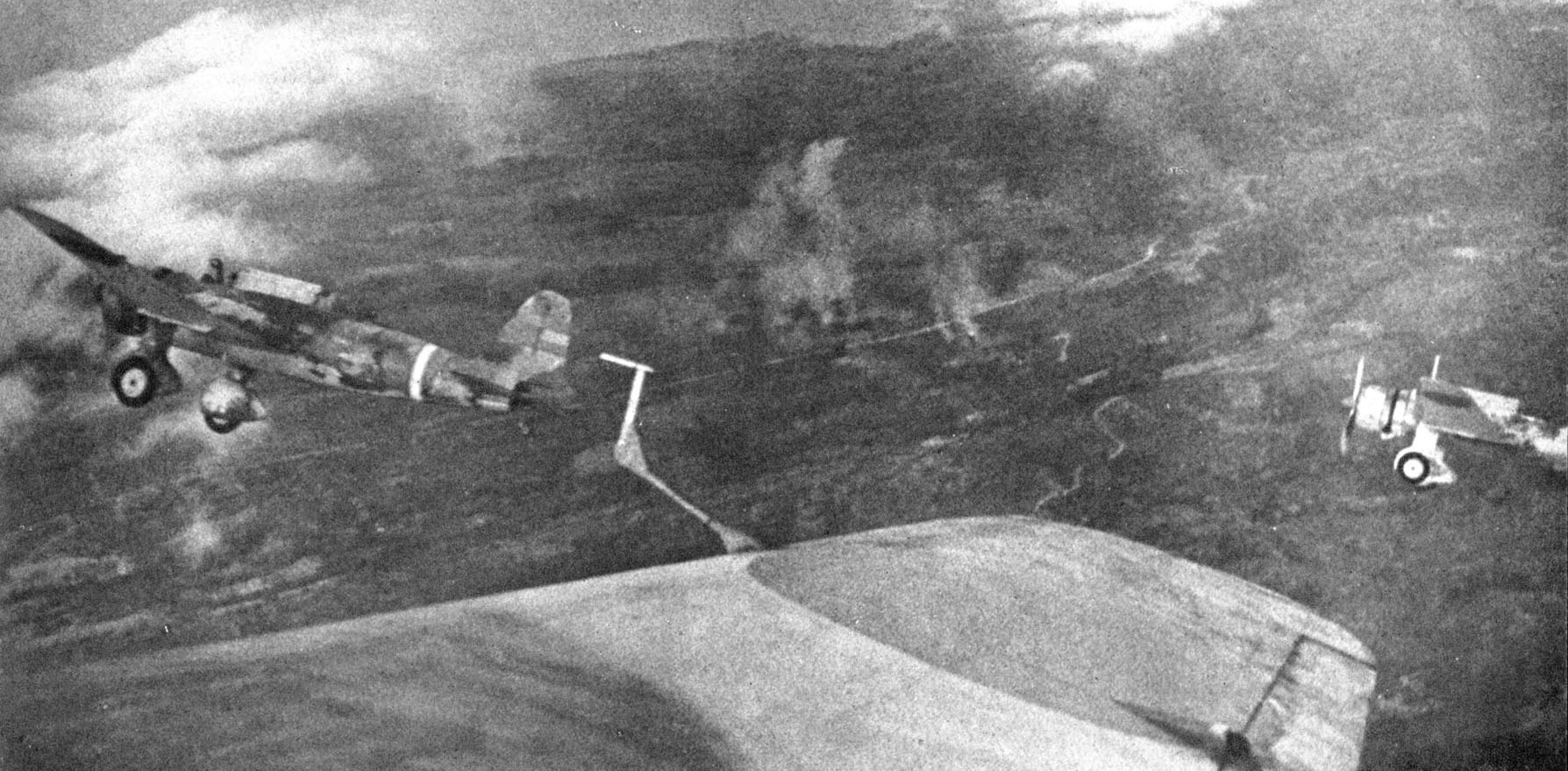
Varios bombarderos Mitsubishi Ki-30 sobrevolando la línea principal de Bataan en 1942.

El primer prototipo de Mitsubishi voló el 28 de febrero de 1937 propulsado por un motor radial Mitsubishi Ha-6. Originalmente, diseñado con un tren de aterrizaje principal retráctil, las pruebas en el túnel de viento indicaron que la ganancia de velocidad era mínima debido al peso adicional y la complejidad del tren de aterrizaje, por lo que en su lugar se optó por un tren de aterrizaje fijo con ruedas principales «carenadas». El ala se montó en un punto por encima de la línea del vientre del avión para cerrar completamente la bodega de bombas dentro del fuselaje. El piloto se sentaba justo encima del borde de ataque del ala, y el artillero trasero / operador de radio justo detrás del borde de salida del ala, en una cubierta de vuelo larga de estilo «invernadero» que les daba a ambos tripulantes una excelente visión panorámica. El motor Ha-6 impulsaba una hélice de paso variable de tres palas.

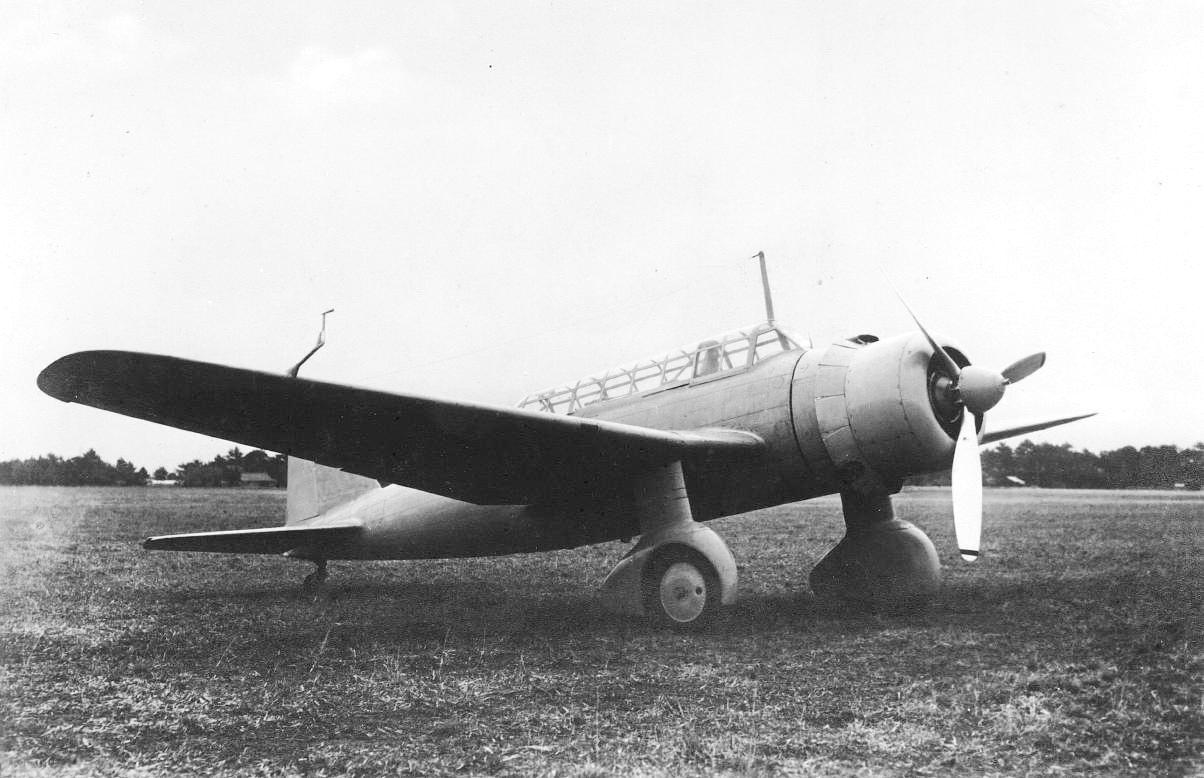
Un Mitsubishi Ki-30 estacionado en Hamamatsu (prefectura de Shizuoka, Japón)

Un segundo prototipo, equipado con el motor Nakajima Ha-5, un poco más potente, se completó el mismo mes. Aunque con dos meses de retraso y un ligero sobrepeso, ambos prototipos cumplieron o superaron todos los demás requisitos. La velocidad máxima del segundo prototipo, de 423 km/h a 4000 m, llevó a la Fuerza Aérea del Ejército Imperial Japonés a realizar un pedido de dieciséis aparatos de prueba de servicio. Estos fueron entregados en enero de 1938 y como resultado de las pruebas el Ejército ordenó la producción en serie del Ki-30 en marzo con la designación de Bombardero Ligero del Ejército Tipo 97.
Mitsubishi construyó 618 aparatos en Nagoya, y el Arsenal Aéreo del Ejército de Tachikawa (Tachikawa Dai-Ichi Rikugun Kokusho) construyó otros 68 aparatos. Cuando cesó la producción, en septiembre de 1941. Incluidos los prototipos, se habían fabricado un total de 704 Ki-30.

## Historial de combate
Los Ki-30 se utilizaron por primera vez en combate en la segunda guerra sino-japonesa a partir de la primavera de 1938. Demostró ser confiable en operaciones de campo difíciles y altamente efectivo mientras operaba con escolta de combate. Este éxito continuó en las primeras etapas de la Guerra del Pacífico, así mismo, los Ki-30 participaron ampliamente en el avance japonés hacia las Filipinas (véase Batalla de las Filipinas). Sin embargo, una vez que los Ki-30 sin escolta se encontraron con los cazas aliados, las pérdidas aumentaron rápidamente y el Ki-30 pronto fue retirado a tareas de segunda línea. A finales de 1942, la mayoría de los Ki-30 supervivientes fueron relegados a tareas de entrenamiento. Muchos aviones se utilizaron en ataques kamikaze hacia el final de la guerra.
A partir de finales de 1940, el Ki-30 estuvo en servicio con la Real Fuerza Aérea de Tailandia y entró en combate en enero de 1941 contra los franceses en la Indochina francesa en la guerra franco-tailandesa. Se entregaron 24 aviones y las tripulaciones los apodaron Nagoya. Aviones Ki-30 adicionales fueron transferidos desde Japón en 1942.

## Operadores
Tailandiaː
- Real Fuerza Aérea Tailandesa

 Imperio del Japónː
- Servicio Aéreo del Ejército Imperial Japonés[6]

 Manchukuo
- Fuerza Aérea Imperial de Manchukuoː al menos operó un aparato.

Operadores en la posguerra
 China
- República Popular Chinaː Operaron tres Ki-30 capturados que se utilizaron como entrenadores hasta principios de la década de 1950.

 Indonesia
- Fuerza Aérea del Ejército Nacional de Indonesia

## Especificationes
Datos extraídos de Japanese Aircraft of the Pacific War y de Guía ilustrada de los bombarderos de la Segunda Guerra Mundial II.

### Características
- Tripulación: 2
- Longitud: 10,35 m
- Envergadura: 14,55 m
- Altura: 3,65 m
- Superficie alar: 30,58 m2
- Peso vacío: 2230 kg
- Peso bruto: 3320 kg
- Planta motriz: un motor de pistón radial Nakajima Ha5-Kai de 14 cilindros refrigerado por aire de 708 kW (949 Cv) de potencia
- Hélices: una hélice de paso variable de 3 palas

### Prestaciones
- Velocidad máxima: 423 km/h
- Velocidad de crucero: 380 km/h
- Alcance: 1700 km
- Techo de vuelo: 8570 m
- Régimen de ascenso: 8,33 m/s
- Carga alar: 108,6 kg / m2

### Armamento
- Dos ametralladoras Tipo 89 de 7,7 mm (una montada en un ala fija y otra dirigida manualmente desde la cabina trasera)
- Hasta 400 kg de carga de bombas en la bodega de bombas interna

### Aeronaves similares
- Kawasaki Ki-32
- Mitsubishi Ki-51
- Heinkel He 70
- Fairey Battle
- PZL.23 Karaś
- Sukhoi Su-2
- A-35 Vengeance

### Listas relacionadas
- Anexo:Aeronaves militares utilizadas en la Segunda Guerra Mundial
- Anexo:Aviones del Ejército Imperial Japonés